# المكتب (مسلسل بريطاني)
المكتب (بالإنجليزية: The Office)‏ هو مسلسل وثائقي هزلي بريطاني من كتابة وإخراج ريكي جيرفيه وستيفن ميرشانت.نال المسلسل إشادة كبيرة من النقاد وأعتبر أحد أعظم المسلسلات الكوميدية البريطانية في كل العصور.

## وصلات خارجية
- المكتب (مسلسل بريطاني) على موقع IMDb (الإنجليزية)
- المكتب (مسلسل بريطاني) على موقع ميتاكريتيك (الإنجليزية)
- المكتب (مسلسل بريطاني) على موقع الموسوعة البريطانية (الإنجليزية)
- المكتب (مسلسل بريطاني) على موقع روتن توميتوز (الإنجليزية)
- المكتب (مسلسل بريطاني) على موقع نتفليكس (الإنجليزية)
- المكتب (مسلسل بريطاني) على موقع أول موفي (الإنجليزية)
- المكتب (مسلسل بريطاني) على موقع فيلمافينيتي (الإسبانية)
- المكتب (مسلسل بريطاني) على موقع كينوبويسك (الروسية)
- المكتب (مسلسل بريطاني) على موقع ألو سيني (الفرنسية)
- المكتب (مسلسل بريطاني) على موقع قاعدة بيانات الفيلم (الإنجليزية)